# Legião Árabe
A Legião Árabe era o exército regular da Transjordânia e depois da Jordânia no início do século XX.

## Criação
Em outubro de 1920, após assumir a Região da Transjordânia, o Reino Unido formou uma unidade de 150 homens chamada Força Móvel, sob o comando do Capitão Frederick Gerard Peake, para defender o território contra ameaças internas e externas.  A Força Móvel tinha como base Zarqa. Oitenta por cento de seus homens foram recrutados da comunidade chechena local. 
Subiu rapidamente expandido para 1.000 homens, recrutando árabes que haviam servido no exército otomano. Em 22 de outubro de 1923, a polícia foi incorporada à reserva da Força Móvel, ainda sob o comando de Peake, que agora era funcionário do Emirado da Transjordânia. A nova força foi nomeada Al Jeish al Arabi (Exército Árabe), mas sempre foi conhecida oficialmente em inglês como Legião Árabe. A Legião Árabe foi financiada pela Grã-Bretanha e comandada por oficiais britânicos. A Legião foi formada como uma força policial para manter a ordem entre as tribos da Transjordânia e para guardar a importante Estrada Jerusalém-Amã. 
Em 1 de abril de 1926, a Força de Fronteira da Transjordânia foi formada a partir de quadros retirados da Legião Árabe. Consistia de apenas 150 homens e a maioria deles estava estacionada ao longo das estradas da Transjordânia. Durante esse período, a Legião Árabe foi reduzida a 900 homens e também foi despojada de suas metralhadoras, artilharia e tropas de comunicação.
Em 1939, John Bagot Glubb, mais conhecido como Glubb Pasha, tornou-se o comandante da Legião, com o major-general Abdul Qadir Pasha Al Jundi como seu vice-comandante. Juntos, transformaram a Legião no  exército árabe com melhor treinamento. 

## Segunda Guerra Mundial
Durante a Segunda Guerra Mundial, a Legião Árabe participou do esforço de guerra britânico contra as forças pró-Eixo no Mediterrâneo e no Teatro do Oriente Médio. Até então, a força havia crescido para 1.600 homens.
A Legião, parte da força iraquiana, contribuiu significativamente na Guerra Anglo-Iraquiana e na Campanha Síria-Líbano, duas vitórias decisivas para os Aliados.
Os três principais oficiais representando a Legião que participaram da Marcha da Vitória foram o Major General Abdul Qadir Pasha el Jundi, O.B.E., o Coronel Bahjat Bey Tabbara, e o Tenente-Coronel Ahmed Sudqui Bey, M.B.E..

## Guerra árabe-israelense 1948
A Legião Árabe participou ativamente da Guerra árabe-israelense de 1948. Com uma força total de pouco mais de 6.000 homens, o contingente militar da Legião Árabe era composto por 4.500 homens em quatro regimentos de um único batalhão, cada um com seus próprios esquadrões de carros blindados e sete companhias independentes, além de tropas de apoio. Os regimentos foram organizados em duas brigadas. Da 1ª Brigada faziam parte o 1º e  o 3º Regimentos, enquanto da 2ª Brigada faziam parte o 2º e 4º Regimentos. Havia também duas baterias de artilharia com quatro canhões de 25 libras cada. Em 9 de fevereiro de 1948, a Força de Fronteira da Transjordânia foi desmantelada, e seus membros foram absorvidos de volta à Legião Árabe. Embora liderada por Glubb, agora um tenente-general, o comando no campo era do Brigadeiro Norman Lash.
Por instrução das Nações Unidas a Legião foi deslocada da região da Palestina para o território transjordaniano, antes do final do mandato britânico. Com o início das hostilidades, a Legião voltou para a Palestina sendo que a 1ª Brigada foi para a direção a Nablus e a 2ª Brigada seguiu em direção a Ramallah. A Legião Árabe entrou na Palestina em 4 de maio  atacando Kfar Etzion (en:). Os defensores os repeliram, mas a legião voltou uma semana depois. Após dois dias, os colonos judeus, numericamente inferiores e mal equipados, foram vencidos.  Depois com outras Forças Árabes em 15 de maio de 1948 usando a Ponte Allenby, atualmente Ponte Rei Hussein, avançavam para chegar a Jenin, no norte até Afula e em outra frente foram da Ponte Al-Majamea sobre o Rio Jordão  até Bete-Seã. 
Houve um considerável constrangimento por parte do governo do Reino Unido pelo fato que oficiais britânicos foram empregados na Legião durante o Conflito e todos eles, incluindo um comandante de brigada, foram obrigados a retornar à Transjordânia. Sem exceção, todos os oficiais britânicos retornaram às suas unidades. Um deputado britânico pediu que Glubb Pasha fosse preso por servir em um exército estrangeiro sem a permissão do rei.
Unidades da Legião Árabe se envolveram em várias batalhas contra as forças judaicas, incluindo as seguintes:
- Ataque ao comboio que saiu de Ben Shemen para Beit Nabala  (14 de dezembro de 1947) [6]
- Batalha no Assentamento Neve Yaakov (8 de abril de 1948) [7]
- Ataque ao kibutz Gesher (27 e 28 de abril de 1948) [8] [9] [10]
- Ocupação do Forte Tegart em Latrun (17 de maio de 1948) e depois nas Batalhas de Latrun (de 20 de maio a 18 de julho de 1948). [11]
- Batalha de Jerusalém (1948) e Cerco de Jerusalém de (17 de maio a 18 de julho de 1948), [12]
- Atacando e capturando (mas depois perdendo) o kibutz Gezer (10 de junho de 1948) [13]
- Batalha de Tarqumiya (24 de outubro de 1948). [14]

Ao final da guerra, em 1949, a Legião Árabe era composta por mais de 10 mil homens para guarnecer um território de 160 quilômetros, que depois se expandiriam para 643 quilômetros após a retirada das forças iraquianas.

## Mais confrontos com Israel
Em 11 de setembro de 1956, uma força israelense iniciou a Operação Jehonathan, um tipo de operação que as Forças de Defesa de Israel passaram a denominar operações de represália, invadindo o território jordaniano em Al-Rahwa, Hebrom, atacando a delegacia de polícia e entrando em confronto com uma unidade da Força do Deserto da Legião. Mais de vinte soldados e policiais foram mortos. 
A Legião não participou da Crise de Suez de 1956.

## Exército Jordaniano
Em 1 de março de 1956, a Legião foi renomeada como o Exército Árabe (atualmente Forças Armadas da Jordânia) e em 25 de maio desse ano  os oficiais britânicos foram afastados.  Em Israel, o termo hebraico Ligioner (ליגיונר), ou seja, Legionário ainda era usado informalmente para os soldados jordanianos por muitos anos depois, também na época da guerra de 1967 e mesmo depois.

## Comandantes
- Coronel Frederick Peake (Peake Pasha) - 22 de outubro de 1923 - 21 de março de 1939
- Tenente-Coronel Ernest Stafford (Stafford Bey) 2º IC - 1924-1931.
- Tenente-general John Glubb("Glubb Pasha") , K.C.B, G.M.C, D.S.O, O.B.E, M.C - 21 de março de 1939 - 1 de março de 1956
- Major General Abdul Qadir Pasha Al Jundi, (Abdul Qadir Pasha) O.B.E. - 1-25 de março de 1956

Nota: Pasha é um título honorário turco, um dos vários graus, e é equivalente ao título britânico de Lord. Bey é equivalente a Cavaleiro ou Senhor.